# Santia concavata
Santia concavata is een pissebed uit de familie Santiidae. De wetenschappelijke naam van de soort is voor het eerst geldig gepubliceerd in 1977 door Alberto Carvacho.